# Margareta a II-a de Flandra

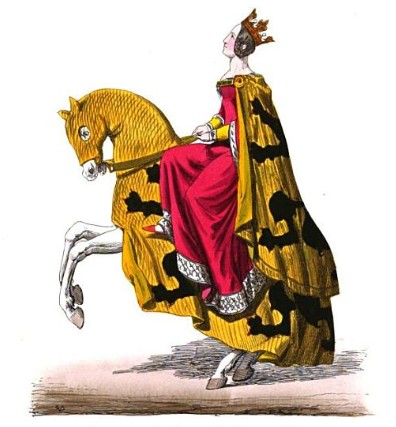
Margareta a II-a de Flandra

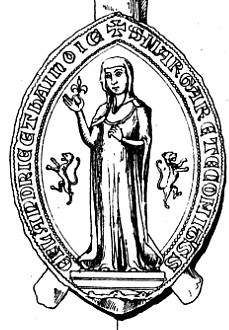
Sigiliul Margaretei de Flandra

Margareta a II-a de Flandra sau Margareta de Constantinopol, supranumită cea Neagră (n. 2 iunie 1202, Valenciennes, Țările de Jos de Sud, Franța – d. 10 februarie 1280, Gent, Comitatul Flandra), a fost contesă de Flandra între 1244 și 1278 și contesă de Hainaut în două perioade (1244–1253 și 1257–1280).

## Biografie
Margareta a fost fiica mai mică a contelui Balduin I de Constantinopol de Flandra-Hainaut și a soției sale, Marie de Champagne. Tatăl său a plecat pentru a participa la Cruciada a patra înainte ca Margareta să se nască. Mama ei a plecat, de asemenea, în Țara Sfântă în 1204, lăsând-o pe Margareta și pe sora ei mai mare, Ioana, în grija unchiului lor, Filip I de Namur.
După ce Marie de Champagne a murit în 1204, iar Balduin a dispărut și el în 1205, cele două surori au rămas orfane, rămânând sub protecția lui Filip de Namur până în 1208, când acesta a trebuit să le încredințeze regelui Filip al II-lea al Franței. În perioada cât s-au aflat la Paris, Ioana și Margareta s-au familiarizat cu Ordinul cistercian, probabil sub influența exercitată de Blanche de Castilia, viitoarea regină a Franței.
În anul 1212 Margareta s-a căsătorit cu Bouchard al IV-lea d'Avesnes, un proeminent nobil din Hainaut. A urmat o perioadă de neînțelegeri între cele două surori datorită moștenirii ce îi revenea Margaretei, fapt care a făcut-o pe Ioana să încerce să desfacă relația de căsătorie a Margaretei. Fără să examineze cazul în amănunt, papa Inocențiu al III-lea a condamnat căsătoria Margaretei, deși formal nu a anulat-o.
Bouchard și Margareta și-au continuat conviețuirea și au avut trei copii, în vreme ce conflictul lor cu Ioana sporea devenind violent, iar Bouchard a fost capturat și închis în 1219. El a fost eliberat abia în 1221 cu condiția separării cuplului și a obținerii de către Bouchard a absolvirii papale. Aflată la Roma, Ioana a convins-o pe Margareta să se recăsătorească, de această dată cu Guillaume al II-lea de Dampierre, un nobil din Champagne. Din această căsătorie au rezultat doi fii: Guillaume al II-lea de Flandra și Guy de Dampierre.
Această situație era scandaloasă deoarece Margareta putea fi acuzată de poligamie și totodată se putea considera că erau încălcate principiile consangvinității. Disputele referitoare legitimitatea nașterii copiilor ei cu fiecare dintre cei doi soți au continuat vreme de decenii, ele fiind amplificate de pretențiile Sfântului Imperiu Roman.

### Guvernarea comitatului
La moartea Ioanei (fără a lăsa urmași direcți), Margareta a preluat titlul de Contesă de Flandra și de Hainaut.
În 1246 regele Ludovic al IX-lea al Franței, în calitate de arbitru, a acordat copiilor Margaretei din căsătoria cu Dampierre, dreptul de a moșteni Flandra, iar drepturile asupra Comitatului Hainaut copiilor rezultați din căsătoria cu d'Avesnes. Această soluție părea să rezolve disputa, însă în 1253 problemele s-au ivit din nou. Fiul cel mai mare, Ioan I d'Avesnes, nefiind sigur asupra drepturilor sale, l-a convins pe regele romano-german Wilhelm al II-lea de Olanda, să preia Comitatul Hainaut și teritoriile Flandrei aflate în interiorul granițelor imperiale. Wilhelm de Olanda era, în calitate de rege, stăpân al acestor teritorii, și totodată cumnat al lui Ioan I. A urmat un război civil, care s-a încheiat cu victoria familiei d'Avesnes și capturarea celor din familia Dampierres în bătălia de la Walcheren. Guy de Dampierre a fost răscumpărat în 1256, iar moartea lui Ioan I i-a întărit poziția.
Ca și sora sa Ioana, Margareta a dus o politică economică destinată să încurajeze comerțul internațional. Ea a eliminat restricțiile asupra produselor străine, în ciuda presiunilor exercitate de comercianții locali, care doreau menținerea monopolurilor. De asemenea, ea a emis o nouă monedă. Politicile promovate au ajutat orașul Bruges să devină un port internațional important.
În 1278 Margareta a abdicat din Flandra în favoarea fiului ei Guy de Dampierre, menținându-și domnia în Hainaut, până la moarte.
Ca și sora sa, Margareta a sprijinit casele religioase. De asemenea, a manifestat un interes aparte pentru arhitectură și a patronat scriitori și poeți.

## Urmași
Copiii Margaretei rezultați din căsătoria cu Bouchard d'Avesnes au fost:
- Balduin (1217 – 1219);
- Ioan (1218 – 1257), conte de Hainaut;
- Balduin (1219 – 1295), senior de Beaumont.

Copiii Margaretei rezultați din căsătoria cu Guillaume al II-lea de Dampierre au fost:
- Guillaume, conte de Flandra și senior de Kortrijk:
- Guy, conte de Flandra și margraf de Namur;
- Ioan, senior de Dampierre, viconte de Troyes și conetabil de Champagne;
- Ioana.